# The Last Man (film 1916)
The Last Man è un film muto del 1916 diretto da William Wolbert.

## Produzione
Il film fu prodotto dalla Vitagraph Company of America.

## Distribuzione
Distribuito dalla Greater Vitagraph (V-L-S-E), il film uscì nelle sale cinematografiche statunitensi il 30 ottobre 1916. In Portogallo, il film fu distribuito il 22 luglio 1919.